# Eparchie mukačevská a užhorodská
Eparchie mukačevská a užhorodská je eparchie ukrajinské pravoslavné církve Moskevského patriarchátu.

## Území a titul biskupa
Zahrnuje správní hranice území Berehovského, Velykoberezňanského, Voloveckého, Iršavského, Mukačevského, Perečínského, Svaljavského a Užhorodského rajónu Zakarpatské oblasti.
Eparchiálnímu biskupovi náleží titul biskup mukačevský a užhorodský.

## Historie
Ve 14. století kníže Teodor Koriatovič získal jako dědictví mukačevské knížectví. Stal se donátorem monastýru svatého Mikuláše v Mukačevu. Od této doby zde začali sídlit biskupové.
Po smrti krále Karla I. Roberta roku 1342 přešlo užhorodské panství do rukou palatina Filipa I. Drugeta. Pro pravoslavné věřící Zakarpatí nastaly těžké časy, jelikož pravoslavná církev ztrácela svá práva. Roku 1596 započala na tomto území Brestská unie, avšak mukačevští biskupové se snažili zachovat na tomto uzemí pravoslaví. Dne 24. dubna 1646 byla na Užhorodském hradu podepsána Užhorodská unie. Podle unie měla biskupa jmenovat Římská kurie a eparchie získala práva římskokatolické církve. Většina pravoslavného kléru unii nepodpořila a dohodu podepsalo pouze 63 z 690 kněží. V souvislosti s přechodem k unii byl roku 1690 pravoslavný stolec přesunut do Marmaroše. Ve skutečnosti byla pravoslavná církev úřady prohlášena za nezákonnou a chrámy byly zábrany uniáty.
Teprve na počátku 20. století vzniklo hnutí za obnovení pravoslavné víry. Rakousko-uherské úřady se všemožně snažily zabránit jejímu šíření a organizovaly perzekuci. V letech 1903–1904 byl uspořádán První marmarošskosihoťký proces, během kterého bylo sedm pravoslavných duchovních odsouzeno k různým trestům odnětí svobody. V druhé polovině roku 1913 bylo zatčeno 32 osob za konverzi k pravoslaví.
Na konci první světové války se Zakarpatí stalo součástí Československa. Ústava státu hlásala svobodu vyznání a místní obyvatelstvo se masově vracelo k pravoslaví. Roku 1920 byly na Zakarpatí schváleny pravomoce Srbské pravoslavné církve. Archijerejský synod Srbské pravoslavné církve vyslal biskupa Dositeje (Vasiče), který začal zpracovávat zakládací listinu nové církve. Listina byla schválena ve dnech 28.–29. srpna 1921 na soboru Československé církve v Praze. Nástupci biskupa Dositeje nesli tituly srbských eparchií, avšak roku 1930 získali titul exarchy Zakarpatské Rusi. Dne 2. srpna 1931 byl obnoven mukačevský stolec. Eparchiální biskup získal titul biskup mukačevský a prešovský.
Dne 22. října 1945 přešla eparchie pod jurisdikci Moskevského patriarchátu. Slovenská část eparchie se stala součástí Československé pravoslavné církve.
Dne 29. července 1994 byla z části území eparchie zřízena eparchie chustská.

## Seznam biskupů
- Ierofej (zmíněn roku 940)
- Ioann (zmíněn v letech 1491–1498)
- Vasilij (Vladislav) (1551–1552)
- Ilarij (Ilarion) (1556–1559)
- Jevfimij (1561–1567)
- Amfilochij (1569, 1596)
- Vasilij (1597)
- Sergij (1601–1616)
- Sofronij (1616)
- Ilarion
- Jevfimij (Jevtichij) (1618)
- Petronij (uniát?) (1623–1626)
- Ioann (Gregorovič) (1627–1633)
- Vasilij (Tarasovič) (1633–1642)
- Porfirij (Arden) (1640–1643), biskup munkačský
- Sofronij (Jusko) (1646), biskup munkačský
- Vasilij (Tarasovič) (do srpna 1648)
- Petr/Parfenij (Petrovič-Ratošinskij) (1648–1649)
- Ioannikij (Zejkan) (1652–1686)
- Feofan (Mavrokordato) (1677), arcibiskup uherské Rusi
- Mefodij (Rakoveckij) (1687–1692)
- Iosif (Stojka) (1692–1711)
- Dosifej (Feodorovič) (1711–1734/35)

### Exarcha Zakarpatské Rusi
- 1920–1921 Dosifej (Vasič) svatořečený
- 1923–1930 Irinej (Čirič) svatořečený
- 1930–1930 Serafim (Jovanovič)
- 1930–1931 Josif (Cvijovič)

### Eparchie mukačevská a prešovská
- 1931–1938 Damaskin (Grdanički)
- 1938–1945 Vladimir (Rajič)

### Eparchie mukačevská a užhorodská
- 1945–1948 Nestor (Sydoruk)
- 1948–1950 Makary (Oksijuk)
- 1950–1956 Ilarion (Kočerhin)
- 1956–1961 Varlaam (Borysevyč)
- 1961–1963 Nikolaj (Kutěpov)
  - 1963–1963 Josyf (Savraš) dočasný správce
- 1963–1965 Bogolep (Ancuch)
- 1965–1977 Hryhorij (Zakaljak)
- 1977–1985 Savva (Babynec)
- 1985–1989 Damaskin (Bodryj)
- 1989–2000 Jevfymij (Šutak)
- 2000–2007 Agapit (Bevcyk)
  - 2007–2007 Mark (Petrovcij) dočasný správce
- od 2007 Feodor (Mamasujev)